# Blood on the Sun
Blood on the Sun (1945) este un film american regizat de Frank Lloyd, cu James Cagney și Sylvia Sidney în rolurile principale. Filmul prezintă o istorie fictiva a Planului Tanaka, o strategie japoneză de a cuceri lumea prezentată de premierul Tanaka Giichi împăratului Hirohito în 1927.
În 1945, Blood on the Sun a câștigat Premiul Oscar pentru cele mai bune decoruri ale unui film alb-negru (Wiard Ihnen, A. Roland Fields). A computer-colorized version of the film was created in 1993.
În 1973, filmul a intrat în domeniul public în conform legislației americane datorită nereînnoirii dreptului de autor la trecerea a 28 de ani de la data apariției.

## Prezentare
Nick Condon (James Cagney) este un jurnalist american care scrie pentru Tokyo Chronicle. El dezvăluie de-a lungul articolelor sale planul Japoniei de a cuceri lumea. Ziarul este închis de către ofițeri japonezi. Condon face rost de Planul Tanaka în care toate planurile japonezilor sunt descrise cu lux de amănunte. Spionii japonezi care-l urmăresc cred că Ollie și Edith Miller (Wallace Ford și Rosemary DeCamp) sunt cei care au descoperit planul, deoarece aceștia devin dintr-odată bogați și se întorc în Statele Unite. Când Condon merge pe vapor pentru a-și lua rămas bun, îl găsește mort pe Edith observând doar mâna unei femei având un inel cu un rubin uriaș. Întors acasă, Nick o se întâlnește cu Ollie, care se află într-o stare gravă. Acesta primește de la Ollie planul Tanaka.
Premierul Giichi Tanaka (John Emery) vrea ca planurile sale să rămână secrete și-l trimite pe Col. Hideki Tojo (Robert Armstrong), pe Cpt. Oshima (John Halloran) și pe Hijikata (Leonard Strong) să-l urmărească peste tot. Condon ascunde documentul cu planul Tanaka în spatele unei imagini a împăratului.
Condon se întâlnește cu Iris Hilliard (Sylvia Sidney), o chinezo-americană. La început, el o suspectează ca fiind doamna de pe vapor. Ei se îndrăgostesc unul de celălalt. La un moment dat se pare că ea îl trădează, mai ales după ce Condon vede inelul cu rubin pe mâna ei.
În cele din urmă, se pare că a fost trimisă de un politician care vrea pace și a fost de față atunci când planul Tanaka a fost conceput. Condon își părăsește slujba sa după zece zile. Când e pe cale să plece din Japonia, se întâlnește cu politicianul și cu Iris în port. Politicianul semnează documentul pentru a dovedi că este adevărat. Ei sunt descoperiți apoi de armata japoneză.
Iris fuge cu documentul într-o navă de marfă, care o va scoate din Japonia. Pentru a distrage atenția ofițerilor japonezi, Condon luptă cu cel mai mare dușman al său și încearcă să ajungă la ambasada americană. Este împușcat de spioni îmbrăcați în civil, dar nu este ucis. Consilierul american iese din Ambasadă și îl duce înăuntru pe Condon încă în viață, iar ofițerii japonezi nu-l pot împiedica, deoarece nu găsesc asupra sa documentul Tanaka.

## Distribuție
- James Cagney ca Nick Condon
- Sylvia Sidney ca  Iris Hilliard
- Porter Hall ca Arthur Bickett
- John Emery ca Premierul Giichi Tanaka
- Robert Armstrong - Col. Hideki Tojo
- Wallace Ford ca Ollie Miller
- Rosemary DeCamp ca Edith Miller
- John Halloran - Cpt. Oshima
- Leonard Strong ca Hijikata
- James Bell ca Charley Sprague
- Marvin Miller ca Yamada
- Rhys Williams ca Joseph Cassell
- Frank Puglia ca Prințul Tatsugi
- Hugh Beaumont ca Johnny Clarke

## Adaptări
Blood on the Sun a fost adaptat într-o emisiune de radio la 3 decembrie 1945, ca un episod al Lux Radio Theater cu James Cagney și pe 16 octombrie 1946 ca un episod al Academy Award Theater cu John Garfield.

## În alte producții media
În serialul TV Cagney & Lacey, personajul Christine Cagney are un afiș al filmului Blood on the Sun în apartamentul său
, cu sloganul "Cagney's Mightiest" adăugat la caracterizarea sa.

## Legături externe
- Blood on the Sun la CineMagia
- Blood on the Sun la Internet Movie Database
- Blood on the Sun este disponibil pentru descărcare gratuită la Internet Archive [mai mult]
- Blood on the Sun la Allmovie
- Blood on the Sun la TCM Movie Database
- Blood on the Sun în Catalogul Institutului American de Film
- Blood on the Sun pe YouTube